# ニーナ・ロシッチ
ニーナ・ロシッチ（セルビア語: Нина Росић、1990年5月5日 - ）は、セルビアの元女子バレーボール選手。ベオグラード出身。元セルビア代表。兄は元バレーボールセルビア男子代表のニコラ・ロシッチ。

## 来歴
2009年、初代表の国際大会でヨーロッパリーグで初代優勝を飾った。
2010年より、スイスリーグの強豪、ヴォレロ・チューリヒに所属、レギュラーとして活躍。2012-13シーズンに所属していた橋本直子とはチームメイトであった。2014年からセルビアリーグのÉtoile rouge de Belgradeに移籍した。

## 球歴
- ヨーロッパリーグ - 2009年 (優勝)

## 所属クラブ
- ツルヴェナ・ズヴェズダ・ベオグラード (2007-2010年)
- ヴォレロ・チューリヒ （2010-2013年）
- Entente sportive Le Cannet-Rocheville（2013年）
- Étoile rouge de Belgrade（2014-2016年）
- OK Beograd（2019-2020年）